# Divizijska skupina Sorsich
Divizijska skupina Sorsich (izvirno nemško Gruppe (Division) Sorsich) je bila pehotna vojaška enota v moči divizije avstro-ogrske kopenske vojske, ki je bila aktivna med prvo svetovno vojno.

## Poveljstvo
Poveljniki 
- Adalbert Sorsich von Severin: september 1915 - februar 1916